# Stalinterieur met lichtend venster
Stalinterieur met lichtend venster is een olieverf-schilderij van de Nederlandse kunstschilder Jan Adam Zandleven, vervaardigd in 1918.

## Voorstelling
Het stelt het interieur voor van een stal. In de stal staan allerlei voorwerpen, zoals vaten op en onder een tafel, een verfpot, en een haard met diverse kledingstukken. Maar het meest opvallend is het venster waardoor licht naar binnen valt wat een sterk licht-donkercontrast in de compositie geeft.
Het werk oogt in eerste instantie donker maar bij nader inzien blijkt de zachtgroenige toon verlevendigd te zijn door een kleurig confetti van groene, geel-witte, rode en blauwe korrelige verftoetsjes.
Jan Adam Zandleven liet zich voor zijn pointillistische stijl inspireren door kunstenaars zoals Vincent van Gogh en Théophile de Bock.
In 1922 schilderde hij een soortgelijk stalinterieur dat te zien is in het Kröller-Müller Museum.

## Tentoonstellingen
Het schilderij is in de loop der jaren op verschillende tentoonstellingen gepresenteerd, waaronder het Dordrechts Museum.